# Barton Town F.C.
Câu lạc bộ bóng đá Barton Town là một câu lạc bộ bóng đá bán chuyên nghiệp có trụ sở tại Barton-upon-Humber, Lincolnshire, Anh. Họ hiện đang là thành viên của Northern Counties East League Premier Division và thi đấu tại Marsh Lane.

## Lịch sử
Câu lạc bộ được thành lập với tên gọi Câu lạc bộ bóng đá Barton Town Old Boys vào năm 1995 là kết quả của sự hợp nhất giữa Barton Town và Barton Old Boys, với việc câu lạc bộ mới thay thế vị trí của Barton Town ở Lincolnshire League. Sau khi đứng thứ tư tại giải đấu trong mùa giải đầu tiên, đội đã giành chức vô địch Lincolnshire League vào mùa giải tiếp theo, và sau đó là á quân trong cả hai mùa giải 1997-98 và 1998-99.
Năm 2000, câu lạc bộ chuyển sang Humber Premier League, chơi một mùa giải duy nhất trước khi gia nhập Premier Division của Central Midlands League. Sau khi kết thúc với vị trí á quân vào mùa giải 2001-02, đội được thăng hạng lên Supreme Division. Câu lạc bộ tiếp tục vô địch Supreme Division trong mùa giải 2005-06, và sau khi kết thúc với vị trí á quân vào mùa giải tiếp theo, đã được thăng hạng lên Division One của Northern Counties East League. Mùa giải 2010-11 chứng kiến Barton kết thúc ở vị trí thứ hai, giành quyền thăng hạng lên Premier Division.
Vào năm 2017, câu lạc bộ được đổi tên thành Barton Town.

## Sân vận động
Câu lạc bộ chơi tại Marsh Lane (hiện được gọi là Easy Buy Ground với mục đích tài trợ). Sân có sức chứa 3.000 người, trong đó 240 chỗ ngồi và 540 chỗ ngồi có mái che.

## Danh hiệu
- Central Midlands League
  - Vô địch Supreme Division 2005-06
- Lincolnshire League
  - Vô địch 1996-97

## Kỉ lục
- Thành tích tốt nhất tại Cúp FA: Vòng loại thứ nhất, 2009-10[2]
- Thành tích tốt nhất tại FA Vase: Vòng Hai, 2010-11, 2011-12, 2014-15[2]